# رودولفو كون
رودولفو كون (بالإسبانية: Rodolfo Kuhn)‏ هو كاتب سيناريو ومنتج أفلام ومخرج أرجنتيني، ولد في 29 ديسمبر 1934 في بوينس آيرس في الأرجنتين، وتوفي في 3 يناير 1987 في Valle de Bravo ‏ في المكسيك.

## وصلات خارجية
- رودولفو كون على موقع IMDb (الإنجليزية)
- رودولفو كون على موقع ألو سيني (الفرنسية)
- رودولفو كون على موقع تيرنر كلاسيك موفيز (الإنجليزية)
- رودولفو كون على موقع أول موفي (الإنجليزية)
- رودولفو كون على موقع قاعدة بيانات الأفلام السويدية (السويدية)
- رودولفو كون على موقع قاعدة بيانات الفيلم (الإنجليزية)
- رودولفو كون على موقع كينوبويسك (الروسية)